# 追爱总动员 (电影)
《追爱总动员》（英語：Falling In Love）是一部爱情喜剧片，由《武林外传》原班人马打造，高亚麟指导，于2006年8月19日开机，并于同年9月18日杀青。影片于2007年3月30日在中国大陆上映。

## 幕后花絮
- 开拍钱导员高亚麟原本希望让林俊杰来担任主角，然而由于档期问题最终换由张晓晨来担任[4]。
- 本片剧组和演员有大部分都是来自《武林外传》的。